# Olympische Sommerspiele 1928/Schwimmen
Bei den IX. Olympischen Sommerspielen 1928 in Amsterdam wurden im Schwimmen elf Wettbewerbe ausgetragen, davon sechs für Männer und fünf für Frauen.

## Bilanz

### Medaillenspiegel
| Platz  | Land                  | Gold | Silber | Bronze | Gesamt |
| ------ | --------------------- | ---- | ------ | ------ | ------ |
| 1      | Vereinigte Staaten    | 6    | 2      | 3      | 11     |
| 2      | Niederlande           | 1    | 2      | –      | 3      |
| 3      | Deutsches Reich       | 1    | 1      | 1      | 3      |
| 3      | Japan                 | 1    | 1      | 1      | 3      |
| 5      | Schweden              | 1    | –      | 1      | 2      |
| 6      | Argentinien           | 1    | –      | –      | 1      |
| 7      | Großbritannien        | –    | 2      | 2      | 4      |
| 8      | Australien            | –    | 2      | –      | 2      |
| 9      | Ungarn                | –    | 1      | –      | 1      |
| 10     | Kanada                | –    | –      | 1      | 1      |
| 10     | Philippinen           | –    | –      | 1      | 1      |
| 10     | Südafrikanische Union | –    | –      | 1      | 1      |
| Gesamt | Gesamt                | 11   | 11     | 11     | 33     |

### Medaillengewinner
Männer
| Disziplin          | Gold                                                                          | Silber                                                         | Bronze                                                        |
| ------------------ | ----------------------------------------------------------------------------- | -------------------------------------------------------------- | ------------------------------------------------------------- |
| 100 m Freistil     | Johnny Weissmüller                                                            | István Bárány                                                  | Katsuo Takaishi                                               |
| 400 m Freistil     | Alberto Zorrilla                                                              | Andrew Charlton                                                | Arne Borg                                                     |
| 1500 m Freistil    | Arne Borg                                                                     | Andrew Charlton                                                | Clarence Crabbe                                               |
| 100 m Rücken       | George Kojac                                                                  | Walter Laufer                                                  | Paul Wyatt                                                    |
| 200 m Brust        | Tsuruta Yoshiyuki                                                             | Erich Rademacher                                               | Teófilo Yldefonso                                             |
| 4 × 200 m Freistil | Vereinigte Staaten Austin Clapp Walter Laufer George Kojac Johnny Weissmüller | Japan Hiroshi Yoneyama Nobuo Arai Tokuhei Sada Katsuo Takaishi | Kanada Munroe Bourne James Thompson Garnet Ault Walter Spence |

Frauen
| Disziplin          | Gold                                                                                 | Silber                                                              | Bronze                                                                                |
| ------------------ | ------------------------------------------------------------------------------------ | ------------------------------------------------------------------- | ------------------------------------------------------------------------------------- |
| 100 m Freistil     | Albina Osipowich                                                                     | Eleanor Saville                                                     | Margaret Cooper                                                                       |
| 400 m Freistil     | Martha Norelius                                                                      | Marie Braun                                                         | Josephine McKim                                                                       |
| 100 m Rücken       | Marie Braun                                                                          | Ellen King                                                          | Margaret Cooper                                                                       |
| 200 m Brust        | Hilde Schrader                                                                       | Marie Baron                                                         | Lotte Mühe                                                                            |
| 4 × 100 m Freistil | Vereinigte Staaten Adelaide Lambert Albina Osipowich Eleanor Saville Martha Norelius | Großbritannien Margaret Cooper Vera Tanner Sarah Stewart Ellen King | Südafrikanische Union Rhoda Rennie Freddie van der Goes Mary Bedford Kathleen Russell |

## Männer

### 100 m Freistil
| Platz | Land | Athlet             | Zeit        |
| ----- | ---- | ------------------ | ----------- |
| 1     | USA  | Johnny Weissmüller | 58,6 s (OR) |
| 2     | HUN  | István Bárány      | 59,8 s      |
| 3     | JPN  | Katsuo Takaishi    | 1:00,0 min  |
| 4     | USA  | George Kojac       | 1:00,8 min  |
| 5     | USA  | Walter Laufer      | 1:01,0 min  |
| 6     | CAN  | Walter Spence      | 1:01,4 min  |
| 7     | ARG  | Alberto Zorrilla   | 1:01,6 min  |

### 400 m Freistil
| Platz | Land | Athlet           | Zeit            |
| ----- | ---- | ---------------- | --------------- |
| 1     | ARG  | Alberto Zorrilla | 5:01,6 min (OR) |
| 2     | AUS  | Andrew Charlton  | 5:03,6 min      |
| 3     | SWE  | Arne Borg        | 5:04,6 min      |
| 4     | USA  | Buster Crabbe    | 5:05,4 min      |
| 5     | USA  | Austin Clapp     | 5:16,0 min      |
| 6     | USA  | Ray Ruddy        | 5:25,0 min      |

### 1500 m Freistil
| Platz | Land | Athlet           | Zeit             |
| ----- | ---- | ---------------- | ---------------- |
| 1     | SWE  | Arne Borg        | 19:51,8 min (OR) |
| 2     | AUS  | Andrew Charlton  | 20:02,6 min      |
| 3     | USA  | Clarence Crabbe  | 20:28,8 min      |
| 4     | USA  | Ray Ruddy        | 21:05,0 min      |
| 5     | ARG  | Alberto Zorrilla | 21:23,8 min      |
| 6     | CAN  | Garnet Ault      | 21:46,0 min      |

### 100 m Rücken
| Platz | Land | Athlet        | Zeit            |
| ----- | ---- | ------------- | --------------- |
| 1     | USA  | George Kojac  | 1:08,2 min (WR) |
| 2     | USA  | Walter Laufer | 1:10,0 min      |
| 3     | USA  | Paul Wyatt    | 1:12,0 min      |
| 4     | JPN  | Toshio Irie   | 1:13,6 min      |
| 5     | GER  | Ernst Küppers | 1:13,8 min      |
| 6     | GBR  | John Besford  | 1:15,4 min      |

### 200 m Brust
| Platz | Land | Athlet            | Zeit            |
| ----- | ---- | ----------------- | --------------- |
| 1     | JPN  | Yoshiyuki Tsuruta | 2:48,8 min (OR) |
| 2     | GER  | Erich Rademacher  | 2:50,6 min      |
| 3     | PHI  | Teófilo Yldefonso | 2:56,4 min      |
| 4     | GER  | Erwin Sietas      | 2:56,6 min      |
| 5     | SWE  | Erik Harling      | 2:56,8 min      |
| 6     | CAN  | Walter Spence     | 2:57,2 min      |

### 4 × 200 m Freistil
| Platz | Land | Athleten                                                      | Zeit        |
| ----- | ---- | ------------------------------------------------------------- | ----------- |
| 1     | USA  | Austin Clapp Walter Laufer George Kojac Johnny Weissmüller    | 9:36,2 min  |
| 2     | JPN  | Hiroshi Yoneyama Nobuo Arai Tokuhei Sada Katsuo Takaishi      | 9:41,4 min  |
| 3     | CAN  | Munroe Bourne James Thompson Garnet Ault Walter Spence        | 9:47,8 min  |
| 4     | HUN  | András Wanié Rezső Wanié Géza Szigritz István Bárány          | 9:57,0 min  |
| 5     | SWE  | Aulo Gustafsson Sven-Pelle Pettersson Eskil Lundahl Arne Borg | 10:01,8 min |
| 6     | GBR  | Reginald Sutton Joseph Whiteside Percy Peter Albert Dickin    | 10:15,8 min |
| 7     | ESP  | José González Estanislao Artal Ramón Artigas Francisco Segalá | 11:43,0 min |

## Frauen

### 100 m Freistil
| Platz | Land | Athletin          | Zeit            |
| ----- | ---- | ----------------- | --------------- |
| 1     | USA  | Albina Osipowich  | 1:11,0 min (OR) |
| 2     | USA  | Eleanor Saville   | 1:11,4 min      |
| 3     | GBR  | Margaret Cooper   | 1:13,6 min      |
| 4     | GBR  | Jean McDowell     | 1:13,8 min      |
| 5     | USA  | Susan Laird       | 1:14,6 min      |
| 6     | GER  | Charlotte Lehmann | 1:15,2 min      |

### 400 m Freistil
| Platz | Land | Athletin             | Zeit            |
| ----- | ---- | -------------------- | --------------- |
| 1     | USA  | Martha Norelius      | 5:42,8 min (WR) |
| 2     | NED  | Marie Braun          | 5:57,8 min      |
| 3     | USA  | Josephine McKim      | 6:00,2 min      |
| 4     | GBR  | Cissie Stewart       | 6:07,0 min      |
| 5     | SAF  | Freddie van der Goes | 6:07,2 min      |
| 6     | GBR  | Vera Tanner          | 6:11,6 min      |

### 100 m Rücken
| Platz | Land | Athletin        | Zeit       |
| ----- | ---- | --------------- | ---------- |
| 1     | NED  | Marie Braun     | 1:22,0 min |
| 2     | GBR  | Ellen King      | 1:22,2 min |
| 3     | GBR  | Margaret Cooper | 1:22,8 min |
| 4     | USA  | Marian Gilman   | 1:24,2 min |
| 5     | USA  | Eleanor Holm    | 1:24,4 min |
| 6     | USA  | Lisa Lindstrom  | 1:24,4 min |
| 7     | NZL  | Ena Stockley    | 1:24,4 min |

### 200 m Brust
| Platz | Land | Athletin       | Zeit       |
| ----- | ---- | -------------- | ---------- |
| 1     | GER  | Hilde Schrader | 3:12,6 min |
| 2     | NED  | Marie Baron    | 3:15,2 min |
| 3     | GER  | Lotte Mühe     | 3:17,6 min |
| 4     | DEN  | Else Jacobsen  | 3:19,0 min |
| 5     | USA  | Peg Hoffman    | 3:19,2 min |
| 6     | SWE  | Brita Hazelius | 3:23,0 min |

### 4 × 100 m Freistil
| Platz | Land | Athletinnen                                                       | Zeit       |
| ----- | ---- | ----------------------------------------------------------------- | ---------- |
| 1     | USA  | Adelaide Lambert Albina Osipowich Eleanor Saville Martha Norelius | 4:47,6 min |
| 2     | GBR  | Margaret Cooper Vera Tanner Sarah Stewart Ellen King              | 5:02,8 min |
| 3     | SAF  | Rhoda Rennie Freddie van der Goes Mary Bedford Kathleen Russell   | 5:13,4 min |
| 4     | GER  | Charlotte Lehmann Herta Wunder Irmintraut Schneider Reni Erkens   | 5:14,4 min |
| 5     | FRA  | Bienna Pélégry Anne Dupire Marguerite Ledoux Claire Horrent       | 5:32,0 min |
| 6     | NED  | Eva Smits Truus Baumeister Marie Vierdag Marie Braun              | DSQ        |